# Ortalis
Genre
Ortalis est un genre d'oiseaux des Amériques appartenant à la famille des Cracidae. Les espèces de ce genre ont pour nom normalisé ortalide.

## Liste des espèces
Selon la classification de référence du Congrès ornithologique international (version 15.1, 2025) :
- Ortalis vetula (Wagler, 1830) – Ortalide chacamel ;
- Ortalis cinereiceps Gray, GR, 1867 – Ortalide à tête grise ;
- Ortalis garrula (Humboldt, 1805) – Ortalide babillarde ;
- Ortalis ruficauda Jardine, 1847 – Ortalide à ventre roux ;
- Ortalis erythroptera Sclater, PL & Salvin, 1870 – Ortalide à tête rousse ;
- Ortalis wagleri Gray, GR, 1867 – Ortalide à ventre marron ;
- Ortalis poliocephala (Wagler, 1830) – Ortalide de Wagler ;
- Ortalis canicollis (Wagler, 1830) – Ortalide du Chaco ;
- Ortalis leucogastra (Gould, 1843) – Ortalide à ventre blanc ;
- Ortalis guttata (Spix, 1825) – Ortalide maillée ;
- Ortalis araucuan (Spix, 1825) – Ortalide araucuan ;
- Ortalis squamata Lesson, RP, 1829 – Ortalide écaillée ;
- Ortalis columbiana Hellmayr, 1906 – Ortalide de Colombie ;
- Ortalis motmot (Linnaeus, 1766) – Ortalide motmot ;
- Ortalis ruficeps (Wagler, 1830) – Petite Ortalide ;
- Ortalis superciliaris Gray, GR, 1867 – Ortalide à sourcils.